# 20107 Nanyotenmondai
20107 Nanyotenmondai è un asteroide della fascia principale. Scoperto nel 1995, presenta un'orbita caratterizzata da un semiasse maggiore pari a 2,4720059 UA e da un'eccentricità di 0,1318587, inclinata di 4,97343° rispetto all'eclittica.